# United Hockey League 2001/02
Die Saison 2001/02 war die elfte reguläre Saison der United Hockey League (bis 1997 Colonial Hockey League). Die 14 Teams absolvierten in der regulären Saison je 74 Begegnungen. Das punktbeste Team der regulären Saison waren die Quad City Mallards, während die Muskegon Fury in den Play-offs zum zweiten Mal den Colonial Cup gewannen.

## Reguläre Saison

### Abschlusstabelle
Abkürzungen: GP = Spiele, W = Siege, L = Niederlagen, T = Unentschieden, OTL = Niederlage nach Overtime, GF = Erzielte Tore, GA = Gegentore, Pts = Punkte
| Eastern Division       | GP | W  | L  | T  | GF  | GA  | Pts |
| ---------------------- | -- | -- | -- | -- | --- | --- | --- |
| Elmira Jackals         | 74 | 45 | 21 | 8  | 260 | 216 | 98  |
| B. C. Icemen           | 74 | 39 | 27 | 8  | 233 | 237 | 86  |
| Adirondack Icehawks    | 74 | 37 | 31 | 6  | 257 | 260 | 80  |
| New Haven Knights      | 74 | 34 | 29 | 11 | 259 | 263 | 79  |
| Asheville Smoke        | 74 | 36 | 34 | 4  | 273 | 270 | 76  |
| Port Huron Border Cats | 74 | 27 | 35 | 12 | 207 | 261 | 66  |
| Knoxville Speed        | 74 | 19 | 52 | 3  | 225 | 362 | 41  |

| Western Division      | GP | W  | L  | T  | GF  | GA  | Pts |
| --------------------- | -- | -- | -- | -- | --- | --- | --- |
| Quad City Mallards    | 74 | 57 | 15 | 2  | 296 | 175 | 116 |
| Muskegon Fury         | 74 | 48 | 22 | 4  | 233 | 164 | 100 |
| Missouri River Otters | 74 | 41 | 24 | 9  | 262 | 250 | 91  |
| Flint Generals        | 74 | 42 | 26 | 6  | 294 | 245 | 90  |
| Fort Wayne Komets     | 74 | 37 | 24 | 13 | 227 | 215 | 87  |
| Kalamazoo Wings       | 74 | 29 | 37 | 8  | 213 | 277 | 66  |
| Rockford IceHogs      | 74 | 27 | 41 | 6  | 234 | 278 | 60  |

## Colonial-Cup-Playoffs
| Colonial-Cup-Viertelfinale | Colonial-Cup-Viertelfinale | Colonial-Cup-Viertelfinale |    |                    | Colonial-Cup-Halbfinale | Colonial-Cup-Halbfinale | Colonial-Cup-Halbfinale |  |  | Colonial-Cup-Finale | Colonial-Cup-Finale | Colonial-Cup-Finale |
|                            |                            |                            |    |                    |                         |                         |                         |  |  |                     |                     |                     |
| E1                         | Elmira Jackals             | 3                          |    |                    |                         |                         |                         |  |  |                     |                     |                     |
| E4                         | New Haven Knights          | 0                          |    |                    |                         |                         |                         |  |  |                     |                     |                     |
| E4                         | New Haven Knights          | 0                          | E1 | Elmira Jackals     | 4                       |                         |                         |  |  |                     |                     |                     |
| Eastern Division           |                            |                            | E1 | Elmira Jackals     | 4                       |                         |                         |  |  |                     |                     |                     |
|                            | E2                         | B. C. Icemen               | 1  |                    |                         |                         |                         |  |  |                     |                     |                     |
| E2                         | E2                         | B. C. Icemen               | 1  | B. C. Icemen       | 3                       |                         |                         |  |  |                     |                     |                     |
| E2                         |                            |                            |    | B. C. Icemen       | 3                       |                         |                         |  |  |                     |                     |                     |
| E3                         | Adirondack Icehawks        | 2                          |    |                    |                         |                         |                         |  |  |                     |                     |                     |
| E3                         | Adirondack Icehawks        | 2                          | E1 | Elmira Jackals     | 2                       |                         |                         |  |  |                     |                     |                     |
|                            |                            |                            |    | Elmira Jackals     | 2                       |                         |                         |  |  |                     |                     |                     |
|                            | W2                         | Muskegon Fury              | 4  |                    |                         |                         |                         |  |  |                     |                     |                     |
| W1                         | W2                         | Muskegon Fury              | 4  | Quad City Mallards | 3                       |                         |                         |  |  |                     |                     |                     |
| W1                         |                            |                            |    | Quad City Mallards | 3                       |                         |                         |  |  |                     |                     |                     |
| W4                         | Flint Generals             | 2                          |    |                    |                         |                         |                         |  |  |                     |                     |                     |
| W4                         | Flint Generals             | 2                          | W1 | Quad City Mallards | 3                       |                         |                         |  |  |                     |                     |                     |
| Western Division           |                            |                            | W1 | Quad City Mallards | 3                       |                         |                         |  |  |                     |                     |                     |
|                            | W2                         | Muskegon Fury              | 4  |                    |                         |                         |                         |  |  |                     |                     |                     |
| W2                         | W2                         | Muskegon Fury              | 4  | Muskegon Fury      | 3                       |                         |                         |  |  |                     |                     |                     |
| W2                         |                            |                            |    | Muskegon Fury      | 3                       |                         |                         |  |  |                     |                     |                     |
| W3                         | Missouri River Otters      | 1                          |    |                    |                         |                         |                         |  |  |                     |                     |                     |

## Vergebene Trophäen

### Mannschaftstrophäen
| Auszeichnung                               | Team               |
| ------------------------------------------ | ------------------ |
| Colonial Cup Gewinner der Playoffs         | Muskegon Fury      |
| Tarry Cup Bestes Team der regulären Saison | Quad City Mallards |